# 皮利亞瓦 (維什戈羅德區)
51°2′1″N 30°18′34″E / 51.03361°N 30.30944°E
皮利亞瓦（烏克蘭語：Пилява）是位於烏克蘭北部的村莊，由基辅州维什霍罗德区的季梅爾市鎮負責管轄。該村面積0.5平方公里，海拔高度105米，2001年人口42，人口密度每平方公里84人。